# Antonio Gentile (homme politique)
Antonio Gentile, dit Tonino Gentile (né le 8 avril 1950 à Cosenza) est un homme politique italien. 
Il a été le coordonnateur d'Alternative populaire en 2017 et secrétaire d'État au Développement économique du gouvernement Gentiloni de 2016 à 2018. 
Il annonce le 31 décembre 2017 son adhésion à Forza Italia.